# Mohammad Tolouei
Mohammad Tolouei (* 11. Mai 1979 in Rascht, Iran), Geburtsname Seid-Mohammad Tolouei-Barazandeh, ist ein iranischer Dichter, Drehbuchautor, Schriftsteller und Theaterautor.
Der Autor ist bekannt für seine romantischen Gedichte in Persischer Sprache, die in verschiedene andere Sprachen wie z. B. Englisch übersetzt wurden. Für seinen Debüt-Roman „Fair Wind's Prey“ wurden ihm nationale literarische Preise, wie der Shahid Ghanipoor Award und der Wow Literary Prize, verliehen.
Sein Debüt-Roman handelt von den  Bewohner von Rasht in der Zeit des während des Zweiten Weltkriegs. Weitere Themen seiner Prosa sind die Zwangsauswanderung polnischer Migranten quer durch den Iran, der Entstehung der iranischen kommunistischen Partei. 
Im Jahr 2011 wurde von Ofoq Publications Toloueis erste Kurzgeschichten-Sammlung „I'm not Jeanette“ veröffentlicht. Das Buch wurde von der Kritik positiv aufgenommen 
Das Buch wurde 2013 mit dem zwölften Golshiri Award für Kurzgeschichten-Sammlungen ausgezeichnet. Ab November 2011 schreibt Tolouei für Hamshari Fiction Monthly. Derzeit ist er Direktor der iranischen „Association of Writers for Children“.

## Werke
- Opfern für guten Wind (Fair Wind's Prey)
- Ich bin nicht Jeannette. Persische Ausgabe. Verlag Ofaq. ISBN 978-964-369-711-2
- Unterricht von Vater
- Anatomie der Depression